# 메디콕스
메디콕스(영어: Medicox)는 대한민국의 의약품 유통 기업이다. 본사는 서울 강남구 도산대로 549 블루펄빌딩 2층,3층에 위치해 있으며 대표이사는 현경석이다. 대형 선박의 특수 블록(콕스) 생산한다

## 역사
1995년 1월 법인설립되었으며 2001년 10월 코스닥에 상장되었다. 2020년 8월 현재의 사명으로 변경하였다. 미래 수익다각화를 목적으로 투자한 메콕스큐어메드(주)를 중심으로 천연물질을 활용한 코로나19(신종 코로나 바이러스 감염증) 치료제, 항암제 신약 등을 연구하고 있다.

## 고객사
조선기자재 부문에서는 현대중공업을, 전동기 및 발전기 부문에서는 효성중공업과 현대로템을 주요 거래처로 가지고 있다.

## 논란
2025년 4월 금감원의 검사 결과를 바탕으로 한 수사 과정에서 혐의 정황이 들어나자 검찰이 법인 자금 유용 및 허위 공시 의혹과 관련해 코스닥 상장사 메디콕스 본사와 경영진 자택을 압수수색했다.

## 같이 보기
- 소니드

## 참고문헌
1. ↑  “김건우, 메디콕스, 매출 269억원…전년 比 32.4%↑"올해 턴어라운드 기대"”. 《머니투데이》. 2024년 3월 20일.
2. ↑  “박기영, 오대환 메디콕스 대표 “경구용 인슐린 독점 계약으로 제약사 발돋음 기반 마련””. 《이투데이》. 2022년 9월 23일.
3. ↑  “한재영, 메디콕스 "선박 블록 회사서 의약품 유통 업체로 체질개선"”. 《바이오인사이트》. 2022년 11월 30일.
4. ↑  “기업리서치센터 기술분석보고서 - 메디콕스” (PDF). 《한국IR협의회》. 2020년 10월 15일. 2025년 5월 15일에 확인함.
5. ↑  검찰, 법인 자금 유용 의혹 '메디콕스' 본사 압수수색 2025-04-24